# 乃木坂どこへ
『乃木坂どこへ』（のぎざかどこへ）は、2019年10月22日（21日深夜）から2020年3月17日（16日深夜）まで日本テレビで放送されていた乃木坂46の冠バラエティ番組である。

## 概要
乃木坂46・4期生による初のオールロケのバラエティー番組。バラエティの「イロハ」「お約束」「固定観念」がない彼女たちが挑むのは、ほとんど縛りのないぶらり旅ロケ。放送終了後、未公開映像も併せてHuluで配信。
2020年3月6日、Blu-ray & DVD-BOX第1巻が発売。同年3月17日、番組内で2020年4月21日から新章開始が発表されていたが、新型コロナウイルス対策による2週間の収録休止の影響を受け、初回放送を延期することが発表された。同年4月21日（20日深夜）から6月9日（8日深夜）まで『乃木坂どこへ 傑作選』が放送された。そして翌週16日からは、コントに内容を一新した『ノギザカスキッツ』がスタートした。

## 出演者
MC
- さらば青春の光（森田哲矢・東ブクロ） [1]

キャスト
- 乃木坂46
  - 4期生：遠藤さくら、賀喜遥香、掛橋沙耶香、金川紗耶、北川悠理、柴田柚菜、清宮レイ、田村真佑、筒井あやめ、早川聖来、矢久保美緒[3]

ゲスト
- バイク川崎バイク #4（テレビ電話出演）、#8
- イジリー岡田 #7
- 市來玲奈（日本テレビアナウンサー、元乃木坂46）、郡司恭子（日本テレビアナウンサー） #13
- 髙橋大輔（フリーアナウンサー）#17、#18

## 放送日程
| 回 | 放送日          | 放送内容 | 乃木坂どこへ 未公開映像 |
| -- | --------------- | --- | --- |
| 1  | 2019年 10月22日 | 新乃木坂! 初めて満載! 4期生がぶらりロケ!                                                                                    | その1 〜オフ(1)には入ってたんですけど〜：北川悠理・清宮レイの場合、移動ロケバス・柴田柚菜、早川聖来                                                                                |
| 2  | 10月29日        | ドッキリ個人面談でメンバーの意外なキャラ続々…                                                                               | その2 〜オフ(1)には入ってたんですけど〜：さらば青春の光のお手本、筒井あやめ・早川聖来の場合、ポテト事件                                                                            |
| 3  | 11月05日        | ドッキリ個人面談…偽スタッフのムチャぶりにどう対応する?                                                                      | その3 〜オフ(1)には入ってたんですけど〜：4期生面接ドッキリ!!田村真佑・矢久保美緒の場合                                                                                             |
| 4  | 11月12日        | 他局生放送に見切れよう大作戦!                                                                                               | その4 〜オフ(1)には入ってたんですけど〜：遠藤さくら、金川紗耶の場合、さらばの事務所表札作り                                                                                        |
| 5  | 11月19日        | 激安古着屋へ! 秋のデートコーデ対決!                                                                                         | その5 〜オフ(1)には入ってたんですけど〜：賀喜遥香、田村真佑の場合、山手線ゲーム誕生!?                                                                                              |
| 6  | 11月26日        | 行列ができる人気グルメでもぐもぐタイム                                                                                      | その6 〜オフ(1)には入ってたんですけど〜：筒井あやめ、早川聖来の場合、白熱のエアーホッケー                                                                                          |
| 7  | 12月03日        | 乃木坂46の楽屋をモニタリング…アイドルは本番前に何してる?                                                                    | その7 〜オフ(1)には入ってたんですけど〜：伝説のブリーフドッキリ! 金川紗耶、矢久保美緒の場合、天祖神社おみくじ編                                                                    |
| 8  | 12月10日        | 初体験の足つぼでメンバー悶絶! 憧れの東京タワーに大興奮で涙!?                                                                | その8 〜オフ(1)には入ってたんですけど〜：足ツボマッサ－ジ 掛橋沙耶香、金川紗耶、清宮レイ、初体験の足つぼに挑戦! リアクションは?                                                    |
| 9  | 12月17日        | 熱海で初の大喜利&モノボケ対決! 絶品名物ゲットできるのは誰だ!?                                                               | その9 〜オフ(1)には入ってたんですけど〜大喜利：掛橋沙耶香、金川紗耶、筒井あやめ、清宮レイ、早川聖来、清宮レイ乙女の前髪の件                                                        |
| 10 | 12月24日        | 熱海のビーチで4期生が妄想クリスマスデート!? 熱海城の上から4期生の主張!                                                      | その10 〜オフ(1)には入ってたんですけど〜妄想クリスマスデート：掛橋沙耶香、筒井あやめの場合、主張の熱海城編：柴田柚菜、早川聖来の場合                                               |
| 11 | 2020年 01月14日 | 新年会で「ロケ地決定権」争奪ツイスターバトル! 乃木坂46が大渋滞!? 行きたい場所を書初めで披露!                                | その11 〜オフ(1)には入ってたんですけど〜書き初め：4期生全員（金川沙耶、柴田柚菜、筒井あやめ）                                                                                      |
| 12 | 01月21日        | 続･ツイスターの名勝負! 敗者復活戦では「愛してるよゲーム」! 決勝戦ではまさかの展開に号泣!                                    | その12 〜オフ(1)には入ってたんですけど〜特別編 |
| 13 | 01月28日        | 日テレぶらり! 超貴重! 市來アナとダンスコラボ! そらジローとお年玉かけて「あっちむいてホイ」で対決!                           | その13 〜オフ(1)には入ってたんですけど〜そらジローと白熱のあっち向いてホイ対決：賀喜遥香、掛橋沙耶香、金川紗耶、柴田柚菜、清宮レイ、矢久保美緒、 清宮レイがニュース原稿読みに挑戦! |
| 14 | 02月04日        | 新橋をぶらり! 乃木坂が撮影会を開催!? 家電量販店で大はしゃぎ! サラリーマンの聖地でもぐもぐタイム!                            | その14 〜オフ(1)には入ってたんですけど〜4期生・衝撃カミングアウト対決!：掛橋沙耶香、金川紗耶、柴田柚菜、田村真佑の場合、仰天サングラスを体験!                                      |
| 15 | 02月11日        | バレンタインSP! 本命チョコ作りに挑戦! 妄想バレンタイン告白タイムも! 念願のロケ地! 喫茶店でドッキリ鑑賞!                     | その15 〜オフ(1)には入ってたんですけど〜妄想バレンタイン：賀喜遥香、金川紗耶、柴田柚菜の場合、仰天サングラスを体験!                                                                |
| 16 | 02月18日        | 念願の東京タワーへ! 階段で展望台を目指せ! 制限時間内にゲームをクリアしながら、登り切れるか!?                                | その16 〜オフ(1)には入ってたんですけど〜特別編：過去に放送された、掛橋沙耶香、金川紗耶の裏企画の全貌                                                                               |
| 17 | 02月25日        | 関東屈指の観光地「鎌倉」でグルメをかけたクイズ対決! 驚きの珍回答も続出!?                                                    | その17 〜オフ(1)には入ってたんですけど〜 鎌倉でグルメをかけたクイズ対決! |
| 18 | 03月03日        | 鎌倉の人気スポットで見つけた「グルメ&お土産」をかけてクイズ対決! 乃木坂女学院VS森田第四高校! 波乱の展開に!?                 | その18 〜オフ(1)には入ってたんですけど〜 鎌倉でグルメをかけたクイズ対決! ノーカット版                                                                                              |
| 19 | 03月10日        | 芸能人が続々とハマっている新スポーツ「モルック」に初挑戦! 日本代表候補を森田が発掘!? 適正テストでメンバー大波乱の展開に!    | その19 〜オフ(1)には入ってたんですけど〜 特別編 ：全力シャトルラン! |
| 20 | 03月17日        | 絶対に負けられない「モルック」対決! 手に汗握る展開に! 森田の解説でメンバーの新たな一面も発覚! 罰ゲームでは涙するメンバーも! | その20 〜オフ(1)には入ってたんですけど〜 モルックの練習 |

## 放送時間
| 放送期間                       | 放送日時                         | 放送局       | 対象地域   | 備考       |
| ------------------------------ | -------------------------------- | ------------ | ---------- | ---------- |
| 2019年10月22日 - 2020年3月17日 | 火曜日 1:29 - 1:59（月曜日深夜） | 日本テレビ   | 関東広域圏 | 制作局     |
| 2019年10月30日 - 2020年3月24日 | 水曜日 1:29 - 1:59（火曜日深夜） | 福岡放送     | 福岡県     | 遅れネット |
|                                | 水曜日 1:59 - 2:29（火曜日深夜） | 中京テレビ   | 中京広域圏 | 遅れネット |
| 2019年11月8日 - 2020年4月3日   | 金曜日 1:29 - 1:59（木曜日深夜） | テレビ新潟   | 新潟県     | 遅れネット |
| 2020年4月2日 - 2020年8月13日   | 木曜日 0:59 - 1:29（水曜日深夜） | ミヤギテレビ | 宮城県     | 遅れネット |

## 乃木坂どこへ 傑作選
『乃木坂どこへ 傑作選』（のぎざかどこへ けっさくせん）は、新型コロナウィルスの影響により新シーズンの撮影が延期されたため、2020年4月21日（20日深夜）から2020年6月9日（8日深夜）までに毎週火曜1時29分 - 1時59分（月曜深夜）に日本テレビで放送された第1シーズンの再放送。

### 放送日程
| 回 | 放送日          | 備考                      |
| -- | --------------- | ------------------------- |
| 1  | 2020年 04月21日 | 第1シーズン第1話の再放送  |
| 2  | 04月28日        | 第1シーズン第2話の再放送  |
| 3  | 05月05日        | 第1シーズン第5話の再放送  |
| 4  | 05月12日        | 第1シーズン第6話の再放送  |
| 5  | 05月19日        | 第1シーズン第9話の再放送  |
| 6  | 05月26日        | 第1シーズン第13話の再放送 |
| 7  | 06月02日        | 第1シーズン第19話の再放送 |
| 8  | 06月09日        | 第1シーズン第20話の再放送 |

### 放送時間
| 放送期間                     | 放送日時                         | 放送局     | 対象地域   | 備考   |
| ---------------------------- | -------------------------------- | ---------- | ---------- | ------ |
| 2020年4月21日 - 2020年6月9日 | 火曜日 1:29 - 1:59（月曜日深夜） | 日本テレビ | 関東広域圏 | 制作局 |

## 主題歌

### 乃木坂どこへ オープニングテーマ
- 乃木坂46「4番目の光」（2019年10月22日 - 2019年12月10日、2020年4月21日 - 2020年5月12日）

## スタッフ
- 企画プロデュース：秋元康[3]
- ナレーション：じんぼぼんじ[37]
- 構成：三田卓人、橋本圭太朗、須長晋之介[38]
- CAM：青木俊[38]
- 編集：榎本祐紀（Eno Studio）[38]
- MA：吉田肇（casinodrlve）[38]
- 技術協力：池田屋[38]
- 音効：佐藤裕二（KRエンタープライズ）[38]
- 音源提供：JOYSOUND[38]
- 宣伝：佐野絵梨[38]
- デスク：保坂淳子[38]
- AP：鎌田織恵、高橋桃花[38]
- AD：種市凌、坂沙英香、石山美咲、丸山友菜[38]
- 製作：南波昌人、高谷和男[3]
- ディレクター：児玉彩、山本圭亮、渡邊麻子、永田香織[38]
- プロデューサー：毛利忍、植野浩之、水田貴久、増田俊二郎、五十嵐邦延[3]
- 演出：佐藤正樹[3]
- 企画制作：日本テレビ[3]
- 制作協力：サルベージ[3]
- 製作著作：「乃木坂どこへ」製作委員会[注 2][3]

## 関連商品
| ＃ | リリース日   | タイトル                       | レーベル | 規格品番   | 形態   | 封入特典 | 収録映像                                 |
| -- | ------------ | ------------------------------ | -------- | ---------- | ------ | --- | ---------------------------------------- |
| 1  | 2020年3月6日 | 乃木坂どこへ 第1巻 DVD-BOX     | vap      | VPBF-14005 | 通常版 | フォトブックレット（40頁）、オリジナル生写真ランダム3種封入（全22種予定）、メンバー名札レプリカランダム1種封入（全11種） | 全放送、密着! メイキング映像、未公開映像 |
| 1  | 2020年3月6日 | 乃木坂どこへ 第1巻 Blu-ray BOX | vap      | VPXF-71798 | 通常版 | フォトブックレット（40頁）、オリジナル生写真ランダム3種封入（全22種予定）、メンバー名札レプリカランダム1種封入（全11種） | 全放送、密着! メイキング映像、未公開映像 |
| 2  | 2020年8月7日 | 乃木坂どこへ 第2巻 DVD-BOX     | vap      | VPBF-14031 | 通常版 | フォトブックレット（40頁）、オリジナル生写真ランダム3種封入（全22種予定）                                                | 全放送、密着! メイキング映像、未公開映像 |
| 2  | 2020年8月7日 | 乃木坂どこへ 第2巻 Blu-ray BOX | vap      | VPXF-71814 | 通常版 | フォトブックレット（40頁）、オリジナル生写真ランダム3種封入（全22種予定）                                                | 全放送、密着! メイキング映像、未公開映像 |